# Destination X : sauront-ils se repérer ?
 (janvier 2024).
- Si vous ne connaissez pas le sujet, laissez ce bandeau (vous pouvez alors contacter les auteurs).
- Si vous supprimez le contenu mis en cause (vous pouvez préalablement contacter les auteurs),

argumentez précisément cette suppression dans la page de discussion
(un manque de référence n'est pas un argument ; une recherche réelle de référence doit avoir été effectuée, être formellement documentée).
Destination X : Sauront-ils se repérer ? est une émission de télévision française produite par ITV Studios France et diffusée sur M6 depuis le 28 décembre 2023 et sur RTL TVI depuis le 3 janvier 2024. Il s'agit d'une adaptation de l'émission belge en langue néerlandaise Bestemming X,.

## Concept
Les candidats (dix au total) montent dans un bus aux vitres opaques, qui va parcourir l'Europe. À chaque étape, le bus s'arrête et les candidats doivent découvrir où ils se trouvent. Leur objectif final est d'atteindre leur « hôte », qui se cache quelque part en Europe.

## Saisons

### Déroulement
| Saisons | Nombre de participants | Nombre d'épisodes | Diffusion française                   | Vainqueur | Animateurs   |
| ------- | ---------------------- | ----------------- | ------------------------------------- | --------- | ------------ |
| 1       | 11 passagers           | 7                 | Du 28 décembre 2023 au 6 février 2024 | Hélène    | Philippe Bas |

### Détails

#### Saison 1 (2023-2024)
Cette saison est diffusée en France, sur M6, à partir du 28 décembre 2023 Tous les épisodes sont diffusés en prime-time, 
En Belgique, elle est diffusée sur RTL TVI, depuis le 3 janvier tous les mercredis à 20 h 20.

## Production

### Le X-Bus

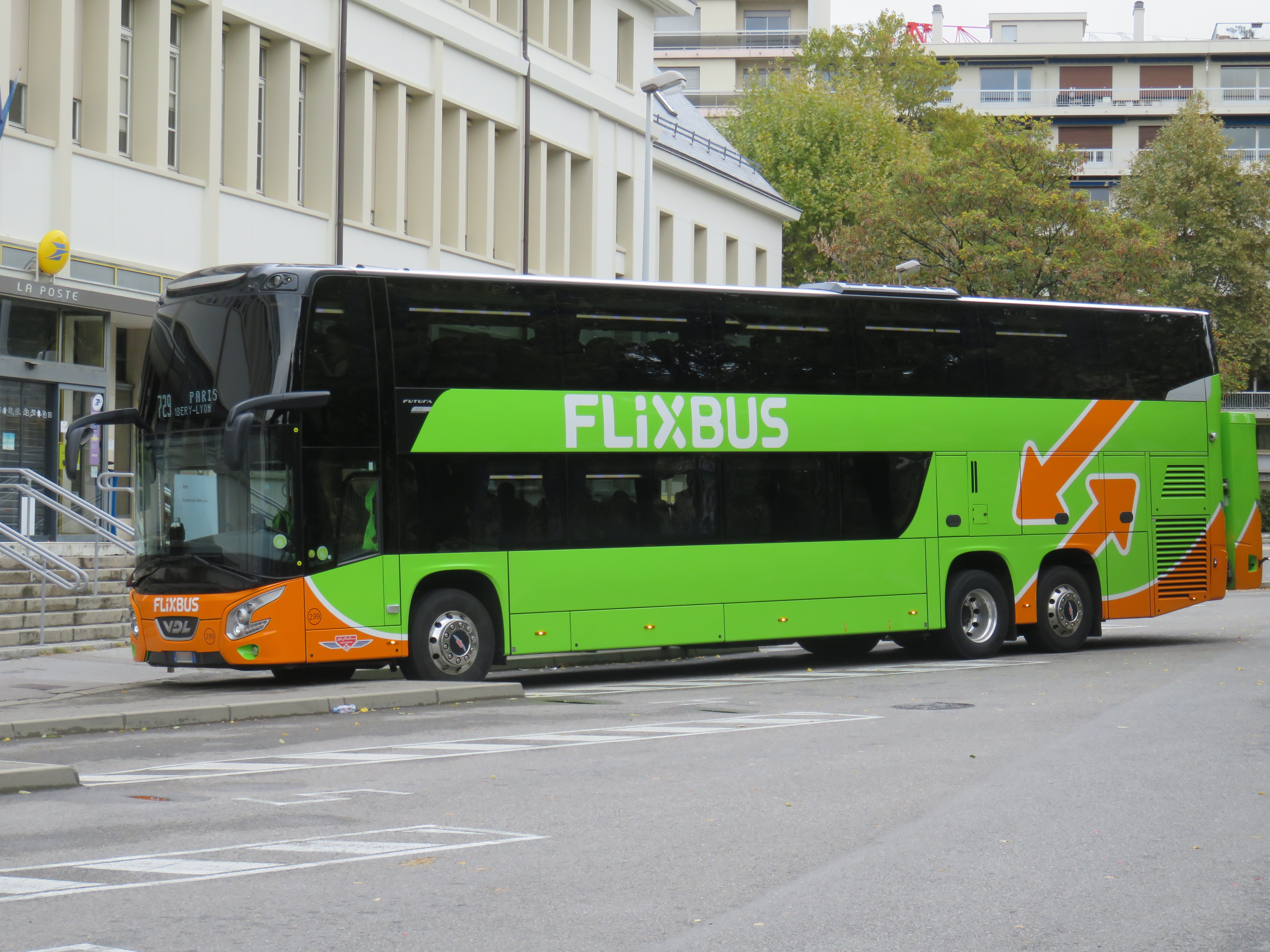
Un VDL Futura FFD2 de FlixBus, modèle identique à celui utilisé pour le X-Bus.

Le X-Bus est le véhicule central de Destination X, où tous les candidats vivent durant l'aventure. C'est un VDL Futura FDD2. Sa particularité est d'être équipé de vitres opacifiantes, empêchant les candidats à l'intérieur de regarder l'extérieur, sauf à des moments bien précis décidés par la production.
Mesurant 15 mètres de long, il est équipé de 32 caméras, 18 micros, et 10 couchettes sont aménagées à l'étage pour permettre aux candidats de dormir et de s'isoler, ainsi que de s'exprimer à la manière d'un confessionnal. Une loge panoramique a aussi été aménagée à l'étage (dont l'accès est bloqué par un digicode), et sert de récompense aux candidats remportant des jeux.
Le bus utilisé par la version française est le même que celui utilisé pour la version belge, du fait de sa conception unique. Les autres versions étrangères utilisent le même bus, ce qui fait qu'il ne peut pas y avoir deux tournages simultanés et des créneaux sont instaurés entre les pays.
Le X-Bus ne roule pas la nuit et n'est pas équipé de sanitaires. Afin que les candidats puissent effectuer leurs besoins et se laver, deux camionnettes se « greffent » au X-Bus le soir, tout en empêchant les candidats de voir le paysage.
Le fait que les candidats soient le plus souvent enfermés dans le bus, sans pouvoir voir l'extérieur, a amené la production a écarter les profils claustrophobes et fumeurs durant le casting.

### Influence de la production dans le jeu
Afin de perdre les candidats et les faire douter sur leur localisation, la production parsème l'aventure de fausses pistes. L'un des exemples les plus parlants étant, lors du premier épisode, de faire croire aux candidats que le bus montait sur un ferry, alors qu'il était en réalité soulevé par une grue et balancé dans les airs,.
Par ailleurs, lorsque les candidats sortent du X-Bus, ils sont équipés de masques brouillant leur vue. Les lieux des épreuves sont également passés au crible par la production pour masquer tout élément pouvant trahir la localisation de l'endroit, avec une équipe de décoration. Certains détails peuvent cependant échapper à la production, comme par exemple une canette de bière oubliée sur une plage.
L'émission faisant suite à Destination X, sous-nommée « Ce qu'il fallait voir » et diffusée en deuxième partie de soirée, révèle aux téléspectateurs toutes les fausses pistes de la production et également divers secrets de tournage.

### Lieux de tournage
Destination X a été tourné dans de nombreuses régions depuis la première saison, toutes situées en Europe.

#### France
- Aéroport du Castellet
- Fayence
- Toulon

#### Italie
- Chartreuse de Casotto
- Pise (Tour de Pise)
- Carrière de marbre de Massa
- Arqua Petrarca
- Parc régional du Delta du Pô
- Venise
- Sarentino (Trentin-Haut-Adige)

#### Croatie
- Buje
- Pula (Amphithéâtre de Pula)
- Cap Kamenjak

#### Slovénie
- Velika Planina
- Soča
- Bled (Lac de Bled)

#### Autriche
- Innsbruck
- Château de Tratzberg
- Salzbourg

#### Allemagne
- Lac Walchen
- Munich

#### Grèce
- Athènes
- Markópoulo

## Développement
En avril 2023, M6 achète les droits de diffusion pour l'adaptation de l'émission, créée à l'origine en Belgique.
Le format est également acheté par NBC Universal aux États-Unis et au Royaume-Uni par la BBC.

## Candidats
Ci-dessous, la liste des 11 candidats de cette saison :
| No |       | Candidat | Profession                                | Âge    | Origine                           | Destination finale              | Classement hebdomadaire | Classement hebdomadaire | Classement hebdomadaire | Classement hebdomadaire | Classement hebdomadaire | Classement hebdomadaire | Classement hebdomadaire | Classement hebdomadaire | Classement hebdomadaire | Classement hebdomadaire |
| No | Ép. 1 | Candidat | Profession                                | Âge    | Origine                           | Destination finale              | Ép. 2 ,                 | Ép. 3 ,                 | Ép. 4                   | Ép. 4                   | Ép. 5                   | Ép. 5                   | Ép. 6                   | Ép. 7                   | Ép. 7                   |                         |
| -- | ----- | -------- | ----------------------------------------- | ------ | --------------------------------- | ------------------------------- | ----------------------- | ----------------------- | ----------------------- | ----------------------- | ----------------------- | ----------------------- | ----------------------- | ----------------------- | ----------------------- | ----------------------- |
| 1  | ♀     | Hélène   | Directrice d'une agence d'aide à domicile | 40 ans | Locquignol (Nord)                 | Athènes (Grèce)                 | 8e                      | 3e                      | 7e                      | 6e                      | 5e                      | 1re                     | 4e                      | 3e                      | 2e                      | 1re                     |
| 2  | ♂     | Amin     | Ingénieur en robotique                    | 26 ans | Saint-Nazaire (Loire-Atlantique)  | Athènes (Grèce)                 | 5e                      | 1er                     | 2e                      | 5e                      | 1er                     | -                       | 1er                     | 2e                      | 1er                     | 2e                      |
| 3  | ♀     | Angie    | Psychologue en criminologie               | 31 ans | Kervignac (Morbihan)              | Munich (Allemagne)              | 1re                     | 7e                      | 6e                      | 1re                     | 3e                      | -                       | 3e                      | 1re                     | 3e                      | -                       |
| 4  | ♂     | Julien   | Préparateur physique                      | 41 ans | Saint-Sever (Landes)              | Château de Tratzberg (Autriche) | 6e                      | 4e                      | 1er                     | 3e                      | 2e                      | -                       | 2e                      | 4e                      | -                       | -                       |
| 5  | ♂     | Jonathan | Responsable e-commerce fitness            | 25 ans | Alfortville (Val-de-Marne)        | Château de Tratzberg (Autriche) | 2e                      | 8e                      | 4e                      | 2e                      | 6e                      | -                       | 5e                      | -                       | -                       | -                       |
| 6  | ♂     | Franck   | Gérant d'une maison d'hôtes               | 64 ans | Largentière (Ardèche)             | Sarentino (Italie)              | 3e                      | 5e                      | 8e                      | 7e                      | 4e                      | 2e                      | -                       | -                       | -                       | -                       |
| 7  | ♂     | Maxime   | Commercial                                | 33 ans | Isles-sur-Suippe (Marne)          | Venise (Italie)                 | 7e                      | 2e                      | 5e                      | 4e                      | 7e                      | -                       | -                       | -                       | -                       | -                       |
| 8  | ♀     | Salomé   | Ancienne militaire, cheffe de rang        | 31 ans | Nice (Alpes-Maritimes)            | Venise (Italie)                 | Pas en course           | Pas en course           | 3e                      | 8e                      | -                       | -                       | -                       | -                       | -                       | -                       |
| 9  | ♀     | Julie    | Fondatrice d'une boutique e-commerce      | 43 ans | Tosse (Landes)                    | Bled (Slovénie)                 | 4e                      | 6e                      | 9e                      | -                       | -                       | -                       | -                       | -                       | -                       | -                       |
| 10 | ♀     | Loriana  | Responsable marketing digital             | 28 ans | Grenade (Haute-Garonne)           | Pula (Croatie)                  | 9e                      | 9e                      | –                       | -                       | -                       | -                       | -                       | -                       | -                       | -                       |
| 11 | ♂     | Loïc     | Comédien                                  | 26 ans | Aubervilliers (Seine-Saint-Denis) | Pise (Italie)                   | 10e                     | –                       | –                       | -                       | -                       | -                       | -                       | -                       | -                       | -                       |

Légende
- Vainqueur de la compétition.
- Candidat terminant deuxième de la compétition.
- Candidat terminant troisième de la compétition.
- Candidat éliminé de la compétition.

## Épisodes
| Épisode | Date de diffusion | Résumé de l'épisode | Destination(s) de l'épisode |
| ------- | ----------------- | --- | --------------------------- |
| 1       | 28 décembre 2023  | Première épreuve dès la salle d'embarquement de l'aéroport du Castellet. Chaque candidat doit préparer une valise d'une masse totale de 10 kilogrammes exactement. Les 3 premiers à avoir réussi ont un avantage : ils sautent en parachute (sur Fayence) et ont 40 secondes pour tenter de se localiser depuis le ciel (toutefois les pensionnaires du bus peuvent réduire cet avantage à 20 secondes voire 0 en répondant correctement à des questions de géographie). Les candidats se retrouvent dans le massif du Piémont, précisément dans la Chartreuse de Casotto en Italie sur la commune de Garessio pour faire un jeu. Ensuite, le bus s'arrête près d'une cabine téléphonique de la marque SIP, où les vainqueurs du jeu peuvent voir une affiche publicitaire. Pour finir, le bus dépose Loïc, qui a placé son X le plus loin de la destination du jour, à côté de la tour de Pise. |                             |
| 2       | 4 janvier 2024,   | Les 9 passagers encore en lice ont repris la route à bord du X-Bus. Pour débuter, Philippe Bas leur a organisé un jeu au sommet de la carrière Cava Valsora, un lieu sublime et spectaculaire dans le Parc naturel régional des Alpes apuanes près de Massa en Toscane qui désoriente les passagers. Les trois premiers entendent l'hymne croate. Puis, leur périple les mène à Arquà Petrarca, un village pittoresque. Les candidats tentent de remporter un défi par équipes de trois pour avoir accès à la pièce panoramique du bus qui leur permettra d'en savoir plus sur leur emplacement. Ils sont ensuite conduits au domaine vinicole de Kabola près de Buje en Croatie pour une dégustation de vins et produits locaux. Pour finir, avant l'épreuve éliminatoire du placement, les candidats voient à travers la fenêtre du X-Bus une structure ressemblant au Colisée. C'est finalement Loriana qui est éliminée, ayant placé son X à Rome comme plusieurs autres candidats, mais étant la plus éloignée (de quelques centaines de mètres seulement par rapport à l'avant-dernier) de l'amphithéâtre de Pula où elle est déposée. |                             |
| 3       | 9 janvier 2024,   | Après s'être baignés au Cap Kamenjak au bord de la mer Adriatique, les passagers du X-Bus ont fait une rencontre inattendue : Salomé pourrait prochainement devenir une nouvelle candidate si elle réussit une épreuve. Elle connaîtra la situation du bus à cet instant. Lors d'un jeu de mémoire, les deux vainqueurs se voient proposer secrètement un alliance avec cette nouvelle rivale : s'ils l'aident à intégrer le jeu, elle partagera ses informations. Le lendemain, après avoir visité le village de Velika Planina dans lequel nos candidats ont pu traire une vache, c'est l'heure de l'épreuve. Salomé intègre le bus après avoir gagné une course contre le reste du groupe (toutefois aidée par ses deux complices ayant retardé leurs coéquipiers). Le retour se fait en téléphérique. Les candidats seront masqués, mais quatre peuvent garder la vision et tenter de découvrir des indices. Après une nuit de repos, nouveau jeu de rapidité entre une équipe en rafting sur le fleuve Isonzo et une autre équipe dans le bus devant associer des drapeaux avec leurs pays respectifs : les vainqueurs ont accès à la pièce panoramique dans laquelle, devant l'église Sainte-Marguerite de Bohinjska Bela et son monument aux morts de la Première Guerre mondiale, ils auront 30 secondes pour se localiser avec l'aide téléphonique d'un expert en géolocalisation. C'est finalement au lac de Bled que Julie est éliminée lors de cette troisième épisode. |                             |
| 4       | 16 janvier 2024   | Après la route, un jeu est organisé sur la lagune du Pô. L'équipe vainqueur reçoit un carte postale de l'endroit précis où ils se trouvent. Le X-Bus parcours encore quelques kilomètres, et devant Venise, une élimination surprise a lieu. Salomé, malgré son avantage de l'émission précédente, se trompe de piste et est éliminée. Pour la première fois, les passagers sont informés de l'endroit où ils se trouvent, et qu'il vont bénéficier d'une journée de visite. Dans la bonne humeur, les passagers du bus flânent dans Venise à pied. Mais au beau milieu d'un restaurant, le jeu reprend et un placement de X surprise est organisé : les candidats devant cette fois se localiser dans Venise sur-le-champ. Un jeu de mémoire sur des masques vénitiens se déroule ensuite en pleine nuit avec trois groupes : lors de la reconnaissance, chaque erreur faite par le groupe recule le X que les candidats avaient préalablement placé de 100 mètres. À l'issue de ce jeu, c'est Maxime qui finit éliminé. |                             |
| 5       | 23 janvier 2024,  | Le X-Bus reprend sa route vers le nord et une épreuve de parcours du combattant est organisée dans la ville de Sarentino, dans la région du Trentin-Haut-Adige. Le dernier de cette épreuve doit affronter, dans un placement de X éliminatoire, le candidat désigné par le vainqueur. Amin arrive premier, Franck arrive dernier et Amin désigne Hélène, arrivée avant-dernière. Sur le duel, Franck est éliminé. Se déroule ensuite une épreuve de chasse au trésor dans le X-Bus qu'Hélène et Amin remportent : ils sont amenés au sommet du tremplin olympique de Bergisel à Innsbruck en Autriche. Les candidats restants sont ensuite emmenés dans un château, où ils ont chacun l'occasion de retrouver un de leurs proches : cependant, c'est au cours d'une épreuve où ils doivent tromper leurs adversaires sur leur identité. Les vainqueurs de cette épreuve ont le droit de poser deux questions à leur proche sur leur localisation. Il s'ensuit un placement de X éliminatoire, où Jonathan finit dernier : il est donc déposé au pied du château de Tratzberg où se déroulait la dernière épreuve. |                             |
| 6       | 30 janvier 2024   | Le lendemain, les candidats restants sont déposés à côté du château de Tratzberg. Ils sont ensuite emmenés en van à la gare d'Innsbruck pour prendre un train, dont ils connaissent la destination (Salzbourg). Ils doivent, pendant leur voyage, participer à un blind test où les chansons sont diffusées à l'envers. Angie remporte l'épreuve et gagne un accès à la loge panoramique du X-Bus. Est ensuite jouée une épreuve au bord du lac Walchen en Allemagne où les candidats doivent, en binôme, faire glisser un palet sur une carte au plus proche d'une capitale. Amin et Angie remportent l'épreuve et découvrent trois drapeaux (Autriche, Suisse, Tchéquie) dont l'un est le pays de la destination du jour. Une fois arrivés à l'étape du jour, les candidats sont enfermés dans un « cube » qui indique leur distance par rapport à un célèbre lieu européen, et peuvent choisir de partager ou voler l'information à leurs coéquipiers dans un jeu similaire au dilemme du prisonnier. À l'issue de cette épreuve, les candidats doivent placer leur X : c'est finalement Julien qui termine dernier et découvre, comme ses concurrents avant lui, que le X-Bus les a amenés... au château de Tratzberg. |                             |
| 7       | 6 février 2024    | Les trois candidats restants sont amenés à l'aveugle dans une rame de métro où ils sont enfermés : ils doivent en sortir à la manière d'un escape game. S'ensuit une série d'énigmes au sein d'une friche industrielle, où Hélène parvient à arriver en tête. Elle reçoit un indice pour le dernier placement de X, sous forme d'un immense graffiti représentant l'Oktoberfest et des monuments représentant Munich (l'épreuve s'étant déroulée au Bahnwärter Thiel). A l'issue du dernier placement de X, Angie est éliminée, pensant qu'elle était à Berlin. Amin et Hélène sont ainsi les deux finalistes et ont l'opportunité de choisir un de leurs anciens compagnons de route pour les aider dans l'ultime épreuve : Amin choisit Maxime et Hélène choisit Julien. Les deux finalistes descendent pour de bon du X-Bus pour prendre l'avion, destination Athènes. Une course d'orientation a lieu sur la Colline des Muses, où Amin et Hélène sont guidés par radio par leurs binômes pour atteindre et disputer cinq épreuves, chacune rappelant une épreuve passée de l'aventure. Chaque épreuve donne une des coordonnées GPS (degrés, minutes secondes) de la Destination X. Hélène termine en premier la cinquième épreuve et peut se rendre en voiture à la Destination X : une villa avec vue sur la mer Égée près de Markópoulo. Une ultime épreuve l'attend : classer dans l'ordre chronologique les huit étapes de l'aventure. Elle y parvient avant le retour d'Amin, et retrouve Philippe Bas : Hélène remporte ainsi le jeu, et les 50 000 euros promis au vainqueur. |                             |

## Audiences et diffusion
En France, l'émission est diffusée sur M6, à partir du 28 décembre 2023. Un épisode dure environ 1 h 50 (publicités incluses), soit une diffusion de 21 h 10 à 23 h.
Par la suite, l'émission se poursuit avec Destination X : ce qu'il fallait voir où l'on peut découvrir les coulisses de chacune des émissions hebdomadaires.
| Épisode            | Jour                   | Horaire de diffusion | Audience moyenne          | Audience moyenne | Audience moyenne | Classement des audiences | Réf.   |
| Épisode            | Jour                   | Horaire de diffusion | Nombre de téléspectateurs | Part de marché   | Part de marché   | Classement des audiences | Réf.   |
| Épisode            | Jour                   | Horaire de diffusion | Nombre de téléspectateurs | (4 ans et plus)  | (FRDA-50)        | Classement des audiences | Réf.   |
| ------------------ | ---------------------- | -------------------- | ------------------------- | ---------------- | ---------------- | ------------------------ | ------ |
| 1                  | Jeudi 28 décembre 2023 | 21 h 13 - 22 h 11    | 1 950 000                 | 10,3 %           | 22,1 %           | 3e                       | [ 26 ] |
| 1                  | Jeudi 28 décembre 2023 | 22 h 19 - 23 h 01    | 1 870 000                 | 11,4 %           | 24,3 %           | 4e                       | [ 26 ] |
| 2                  | Jeudi 4 janvier 2024   | 21 h 10 - 22 h 18    | 1 730 000                 | 8,6 %            | 18,8 %           | 4e                       | [ 27 ] |
| 2                  | Jeudi 4 janvier 2024   | 22 h 26 - 22 h 52    | 1 560 000                 | 8,6 %            | 17,7 %           | 4e                       | [ 27 ] |
| 3                  | Mardi 9 janvier 2024   | 21 h 14 - 22 h 12    | 1 380 000                 | 6,8 %            | 19,4 %           | 4e                       | [ 28 ] |
| 3                  | Mardi 9 janvier 2024   | 22 h 20 - 23 h 00    | 1 290 000                 | 8,1 %            | 19,4 %           | 4e                       | [ 28 ] |
| 4                  | Mardi 16 janvier 2024  | 21 h 17 - 22 h 20    | 1 350 000                 | 6,5 %            | 17 %             | 4e                       | [ 29 ] |
| 4                  | Mardi 16 janvier 2024  | 22 h 27 - 23 h 08    | 1 220 000                 | 8,4 %            | 21,4 %           | 4e                       | [ 29 ] |
| 5                  | Mardi 23 janvier 2024  | 21 h 14 - 22 h 18    | 1 290 000                 | 6,4 %            | 16,2 %           | 4e                       | [ 30 ] |
| 5                  | Mardi 23 janvier 2024  | 22 h 25 - 23 h 08    | 1 160 000                 | 7,5 %            | 18 %             | 4e                       | [ 30 ] |
| 6                  | Mardi 30 janvier 2024  | 21 h 14 - 22 h 21    | 1 200 000                 | 6,1 %            | 14,6 %           | 3e                       | [ 31 ] |
| 6                  | Mardi 30 janvier 2024  | 22 h 29 - 23 h 02    | 1 000 000                 | 6,8 %            | 13,6 %           | 3e                       | [ 31 ] |
| 7                  | Mardi 6 février 2024   | 21 h 14 - 22 h 18    | 1 310 000                 | 6,8 %            | 15,6 %           | 4e                       | [ 32 ] |
| 7                  | Mardi 6 février 2024   | 22 h 26 - 23 h 09    | 1 150 000                 | 7,9 %            | 15 %             | 4e                       | [ 32 ] |
| Bilan de la saison | Bilan de la saison     | P1                   | 1 460 000                 | 7,4 %            | 17,7 %           |                          | [ 33 ] |
| Bilan de la saison | Bilan de la saison     | P2                   | 1 320 000                 | 8,4 %            | 18,5 %           |                          | [ 33 ] |

Légende :
- Plus hauts scores d'audiences
- Plus bas scores d'audiences